# Lena Meyer-Landrut
Lena Meyer-Landrut, művésznevén Lena (Hannover, 1991. május 23. –) német énekesnő, a 2010-es Eurovíziós Dalfesztivál nyertese.

## Karrier
2010-ben a német Unser Star für Oslón (A mi sztárunk Oslóba) aratott győzelmével a könnyűzenében is sikert ért el. Ez a győzelem egyben azt is jelentette, hogy ő indult a 2010-es Eurovíziós Dalfesztiválon Németország képviseletében a Satellite (magyarul Műhold) című számmal.
2010. május 29-én lépett fel a döntőben huszonkettedikként, az örmény Eva Rivas Apricot Stone című száma után, és a portugál Filipa Azevedo Há dias assim című száma előtt. Összesen 246 pontot szerzett, amivel sikerült megnyernie a Dalversenyt, ezzel elnyerve Németország számára a következő évi rendezés jogát. Nem sokkal a győzelem után bejelentették, hogy meg szeretné védeni a címét, így a 2011-es Eurovíziós Dalfesztiválon is ő képviselte hazáját.
2011 februárjában rendezték meg a két elődöntős "Unser Song Für Deutschland" című show-műsort, melynek Lena volt a főszereplője. Az elődöntők során 6–6 dalt énekelt el, melyből 3–3 jutott be a február 18-i döntőbe. Itt így ismét hat dal hangzott el, ahol a közönség a telefonos szavazás segítségével először kiválasztotta a két kedvencét, majd folytatódott a szavazás erre a két – úgynevezett szuperfinalista – dalra. Végül nagy arányban a Taken by a Stranger (magyarul: Egy idegen vitt el) című dal nyert, így ezt a dalt adta elő Németország színeiben 2011. május 14-én az Eurovíziós Dalfesztivál döntőjében, ahol 107 ponttal a tizedik helyet szerezte meg.

## Magyar vér
Nagyanyja, Hanna Karatsony von Hodos, magyar nemesi családból származik.

## Díjak és jelölések

### Győzelem
- 2010: Eurovíziós Dalverseny 1. helyezése a Satellite című dallal
- 2010: Goldene Henne Honor Award – "Charm nagykövete"
- 2010: SWR3 New Pop Festival – "Newcomer of the Year"
- 2010: 1LIVE Krone – Legjobb előadó díja
- 2010: 1LIVE Krone – Legjobb dal a "Satellite"
- 2011: Goldene Kamera – Legjobb dal (Nemzeti díj)
- 2011: Echo – Legjobb fiatal előadó (Országos díj)
- 2011: Echo – Legjobb női előadó (Nemzeti díj)
- 2011: Viva Comet – Legjobb női előadó
- 2011: MTV Europe Music Awards - Best German Act
- 2011: MTV Europe Music Awards - Best European Act
- 2012: MTV Germany Jahresvoting - Queen of Pop
- 2013: Echo - Legjobb videó "Stardust"
- 2013: MTV Europe Music Awards - Best German Act
- 2013: MTV Europe Music Awards - Best Central Europe Act
- 2015: MTV Europe Music Awards - Best German Act
- 2015: 1LIVE Krone - Best Female Artist
- 2015: Bravo Otto - Best singer
- 2016: Nickelodeon Kids’ Choice Awards - Favourite Star (Germany, Austria, Switzerland)
- 2016: Radio Regenbogen Award - National Female Artist

### Jelölés
- 2010: Comet – "Legjobb fiatal előadó"
- 2010: Goldene Henne – Reader's odaítélésével SuperIllu magazin: Rock / Pop / Sláger [ 64 ]
- 2010: Bravo Otto – a "Legjobb énekesnő"
- 2011: Echo – Rádió Echo "Satellite"
- 2011: Echo – Single of the Year – "Satellite"
- 2011: Echo – Album of the Year – "My Casette Player"
- 2011: Comet – Legjobb női előadó
- 2011: Comet – Legjobb Dal – "Satellite"

## Diszkográfia
- Stúdióalbumok
  - 2010: "My cassette player"
  - 2011: "Good News"
  - 2012: "Stardust"
  - 2015: "Crystal Sky"
  - 2019: "Only love, L"

## Énekelt dalok az Unser Star für Oslóban
| Rész                     | Dal címe                        | Eredeti előadó                                                                             |
| ------------------------ | ------------------------------- | ------------------------------------------------------------------------------------------ |
| 1. show                  | "My Same"                       | Adele                                                                                      |
| 3. show                  | "Diamond Dave"                  | The Bird and the Bee                                                                       |
| 4. show                  | "Foundations"                   | Kate Nash                                                                                  |
| 5. show                  | "New Shoes"                     | Paolo Nutini                                                                               |
| Utolsó rész (6. show)    | "Mouthwash" "Neopolitan Dreams" | Kate Nash Lisa Mitchell                                                                    |
| Legutolsó rész (7. show) | "Mr. Curiosity" The Lovecats"   | Jason Mraz The Cure                                                                        |
| Végső rész (8. show)     | "Bee" Satellite" Love Me"       | Jennifer Braun / Lena Meyer-Landrut Jennifer Braun / Lena Meyer-Landrut Lena Meyer-Landrut |